# Kamenný most (Rosice)

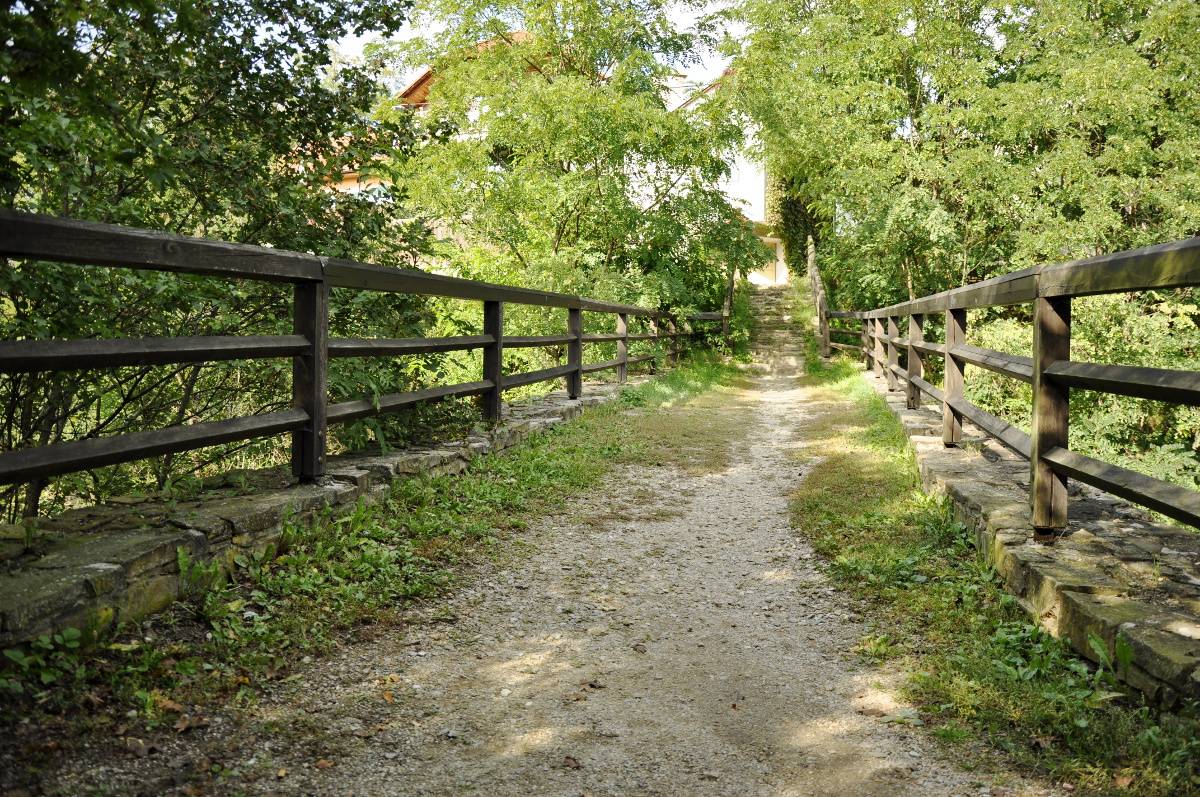
Vozovka mostu

Kamenný most v Rosicích překonává skalnatý kaňon říčky Bobravy. Nachází se na západním okraji jádra města v ulici Pod Valy, pod rosickým zámkem a poblíž kostela svatého Martina. Je chráněn jako kulturní památka České republiky.
Jedná se o barokní silniční most z 18. století. Není ale vyloučeno, že je ještě starší, neboť ze 17. století pochází zprávy o vodovodu, jenž měl přes něj vést do zámecké kašny. Most je převážně kamenný, klenba oblouku je cihelná. Jeho jediný oblouk má rozpětí 8 metrů, most je dlouhý 14 metrů, široký 3 metry a výška nad hladinou říčky činí přibližně 10 metrů.